# Walden (boek)

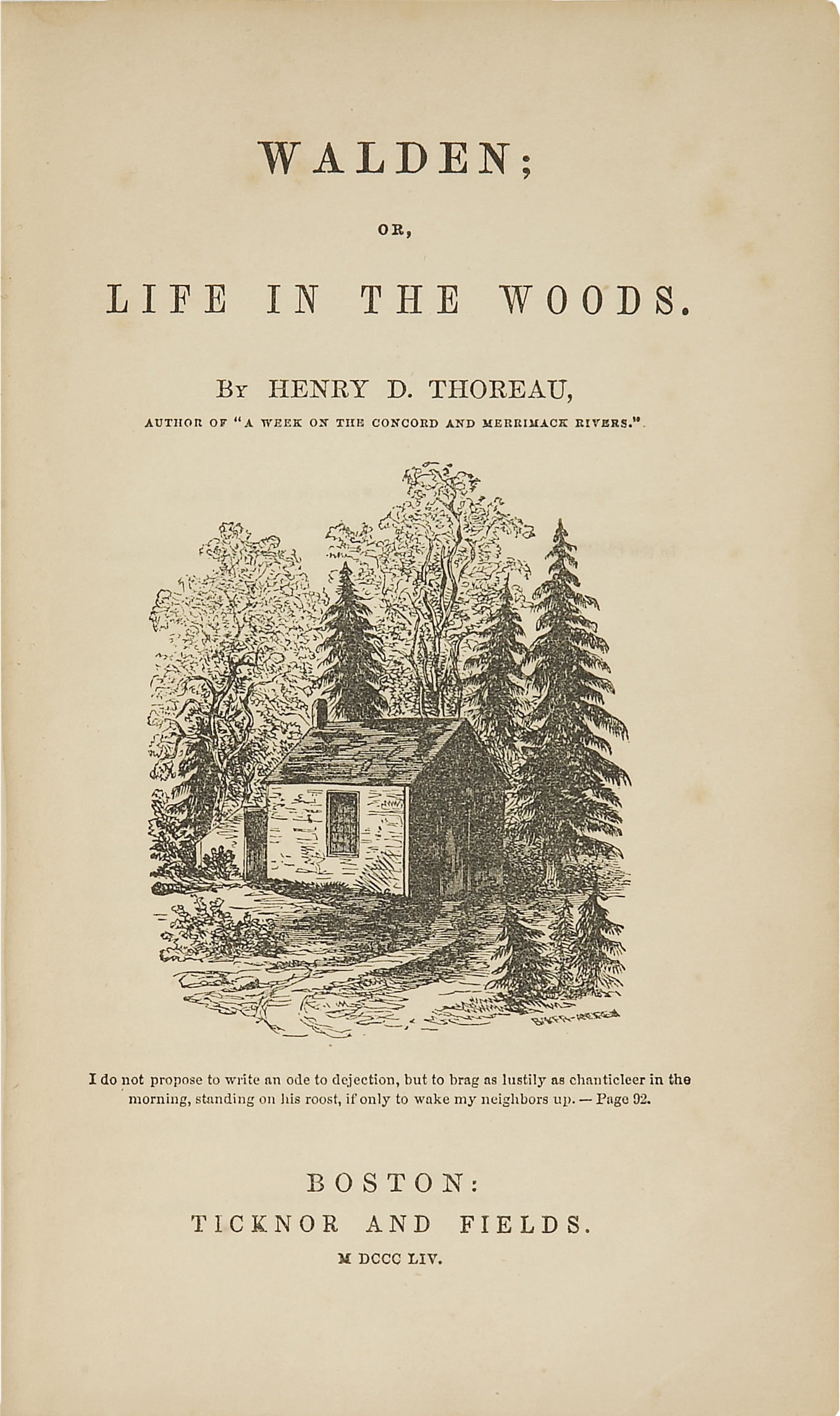
Titelpagina van Walden, or Life in the Woods, uitgave Ticknor and Fields (1854).

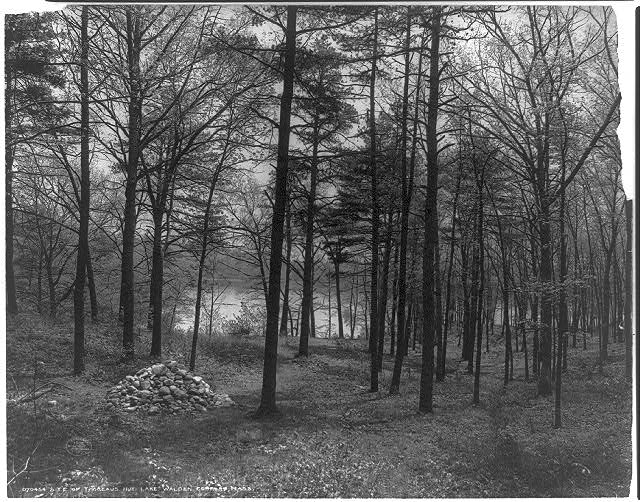
Plaats van Thoreaus hut bij Walden Pond

Walden; or, Life in the Woods, of kortweg Walden, is een boek van de Amerikaanse schrijver Henry David Thoreau. Thoreau publiceerde dit boek in 1854, na er negen jaar aan te hebben gewerkt.
Walden beschrijft een poging die Thoreau deed om een tijdlang eenvoudig te leven in een zelfgebouwd huisje in een bos vlak bij een meer in de buurt van Concord, Massachusetts. Het boek is vernoemd naar de naam van dit meer: Walden Pond. In werkelijkheid duurde deze periode in Thoreaus leven twee jaar en twee maanden, maar in het boek zijn de gebeurtenissen verteld alsof ze in één jaar hebben plaatsgevonden.
Walden is niet eenvoudig in een bepaald genre te plaatsen. Het heeft een duidelijk autobiografisch aspect, maar het is vooral bekend geworden om zijn filosofische, spirituele en maatschappij-kritische boodschap die aansluit bij het transcendentalisme. In het boek levert Thoreau (gedeeltelijk impliciet) kritiek op een aantal waarden in de Amerikaanse maatschappij; met name op de waardering van persoonlijk bezit en hard werken. Hij stelt daar zijn eigen manier van leven tegenover als alternatief.
De Duitse componist Heiner Goebbels schreef gebaseerd op het boek een theatraal opus voor symfonieorkest en acteur. De Deense componist Hans Abrahamsen noemde een reeds voltooid werk naar dit boek. Frederik van Eeden stichtte in 1898 een commune die hij Walden noemde. De gedragspsycholoog B.F. Skinner publiceerde in 1948 de utopische roman Walden Two, waarin een groot sociaal experiment plaatsvindt in een omgeving zoals Thoreaus Walden, maar dan wel in een gemeenschap. De kunstenaar Jonas Mekas maakte in 1969 een drie uur durend videodagboek met de titel Walden (diaries, notes, and sketches).